# Ludisch
Het Ludisch (Lüüdin kiel’) is een taal die in Karelië in het noordwesten van Rusland, tussen het Ladogameer en het Onegameer gesproken wordt. De taal wordt vaak samen met het Olonetsisch als een dialect van het Karelisch gezien, maar het wordt soms ook als een dialect van het Wepsisch gezien. Het Ludisch wordt ingedeeld bij de Oeraalse talen. De taal heeft 3.000 tot 5.000 sprekers.

## Dialecten
Het Ludisch wordt in drie hoofddialecten verdeeld:
- Noordelijk Ludisch (in Kontupohja)
- Centraal Ludisch (in Prääsä)
- Zuidelijk Ludisch (in Kuujärvi)